# Altinum
Altinum római katonai tábor, maradványai a Baranya vármegyei Kölked falu területén találhatók. A Pannóniai limes egyik erődje volt.

## Története
Az erődöt a rendelkezésre álló ismeretek alapján Hadrianus császár idején építették. Katonaság az 5. század elejéig állomásozott itt.
A római erődtől nem messze található a mohácsi csatamező. A csatamező melletti dombon a csata egy tömegsírjának feltárásakor, 1940-ben római eredetű építményekre is bukkantak. A maradványok, alapfalak napjainkban is láthatók nem messze a Mohácsi Nemzeti Történelmi Emlékhelytől. A feltárt épületmaradványok és római kori sírok alapján feltételezik, hogy ez volt Altium vicusa (polgárvárosa).

## Feltárása
Az erőd területén található római kori építmények ismertek voltak. Klimó György pécsi püspök már a 18. század második felében végeztetett itt ásatásokat. A feltárt leletanyag a pécsi egyházi múzeumba került, azonban az idők folyamán elkallódott. Rómer Flóris is megkutatta a területet, és romai sírok feltárásáról írt. Az utolsó leletmentő ásatásokra 1978-79 között került sor Katona-Győr Zsuzsa régész vezetésével.